# Eljif Elmas
Eljif Elmas [ˈɛlif ˈɛlmas] (mazedonisch Ељиф Елмас, auch bekannt unter der Schreibweise Elif Elmas; * 24. September 1999 in Skopje) ist ein nordmazedonischer Fußballspieler. Er steht beim deutschen Bundesligisten RB Leipzig unter Vertrag und ist in der Nationalmannschaft Nordmazedoniens aktiv.

## Leben
Elmas kam 1999 als ethnischer Torbesche mit türkischen Wurzeln in der multiethnischen Gemeinde Čair der Hauptstadt von der EJR Mazedoniens zur Welt. Mit sieben Jahren begann er mit dem Fußballspielen in seiner Wohnumgebung bei Fenerbahçe Tefejuz und in der Fußballschule von Jovče Džipunov. Nebenbei half er im Familienbetrieb seines Vaters aus, der als Zuckerbäcker tätig war; Elmas erlernte dort das Backen.

## Karriere
Elmas ist ein 1,82 m großer rechtsfüßiger und technisch versierter Mittelfeldspieler. Er agiert primär mit seiner Spielübersicht, Physis- und Dribbelstärke im zentralen Mittelfeld als Achter. Er kann sekundär auch im offensiven Mittelfeld als Spielmacher und als Flügelspieler eingesetzt werden.

### Vereine

#### Anfänge der Profikarriere
Der Sportdirektor Igor Angelovski holte ihn mit zwölf Jahren in die Jugendmannschaft des Profivereins Rabotnički Skopje. Elmas begann seine Profifußballkarriere mit 16 Jahren in der Saison 2015/16 beim Erstligisten Rabotnički Skopje und er absolvierte in dieser Spielzeit zwölf Pflichtspiele, bestehend aus Liga-, Pokal- und Meisterschaftsplayoff-Spielen, und erzielte ein Tor. In der Folgesaison feierte er mit 16 Jahren im Juni 2016 sein internationales Spiel- und Tordebüt in einem UEFA-Vereinswettbewerb beim Hinspiel in der ersten Qualifikationsrunde zur UEFA Europa League und schoss das Tor zum 1:1-Endstand gegen den montenegrinischen Erstligisten FK Budućnost Podgorica. In der höchsten Profifußball-Meisterschaft Nordmazedoniens avancierte der minderjährige Elmas in der Mannschaft zum Stammspieler an 36 Liga-Spieltagen bestritt er 33 Spiele, davon 31 von Beginn an in der Startelf und insgesamt absolvierte der Fußballspieler aus Nordmazedonien 35 Pflichtspiele, erzielte sieben Tore und bereitete sieben Tore vor.

#### Fenerbahçe Istanbul
In der Sommertransferperiode 2017 überzeugte ihn der türkische Erstligist und Traditionsverein Fenerbahçe Istanbul mit der Hilfe des mazedonischen Basketballnationalspielers Pero Antić, der für die Basketballabteilung von Fenerbahçe spielte, zu ihnen zu wechseln. Fenerbahçe konnte ihn erst im September 2017 unter (Profi-)Vertrag nehmen nach seiner Volljährigkeit, deswegen konnten sie ihn erst in der nächsten Wechselperiode im Januar 2018 seine Profispieler-Lizenz registrieren. Bis dahin spielte Elmas für die U21-Mannschaft vom Fenerbahçe (Fenerbahçe Istanbul U21) in der türkischen U21-Meisterschaft. Im September 2018 feierte Elmas mit 18 Jahren und 357 Tagen sein Tordebüt für den Fenerbahçe in der Ligapartie gegen Konyaspor, indem er den 1:0-Sieg als Joker schoss und wurde somit zum Matchwinner. Nebenbei wurde er zum jüngsten Fenerbahçe-Torschützen seit der Spielzeit 2007/08.
Im April 2019 feierte Elmas in der Ligapartie gegen Galatasaray Istanbul sein Interkontinentalen-Derby-Heimspieldebüt und seine Derby-Torpremiere für Fenerbahçe, indem er den wichtigen 1:1-Ausgleich und -Endstand schoss, wobei seine Mannschaft bereits in Unterzahl spielte nach einer Roten Karte. Damit sorgte er die sieglose Serie vom Galatasaray Istanbul im Ülker Stadyumu in Kadıköy seit 19 Jahren, genauer 22. Dezember 1999, weiter anhält. Des Weiteren nach seinem erzielten Tor gegen den Erzrivalen Galatasaray wurde Elmas gemäß der Fenerbahçe-Mythologie zu einem richtigen Fenerbahçe-Spieler. In der Schlussphase seiner letzten Saison für Fenerbahçe entwickelte sich Elmas zu einem torgefährlichen Startelfspieler. Er absolvierte für die Fenerbahçe-Profimannschaft in zwei Spielzeiten 47 Pflichtspiele, bestehend aus Liga-, Pokal- und Europapokal-Spielen, und erzielte vier Tore.

#### SSC Neapel
Elmas wechselte mit 19 Jahren im Juli 2019 für eine Ablösesumme in Höhe von mindestens 16 Millionen Euro zum italienischen Erstligisten SSC Neapel. Im Weiteren des Monats Juli wurde er von der UEFA-Medienredaktion zu den 50 „größten europäischen Talente[n]“ ausgewählt. In seiner ersten Saison für die Neapolitaner kam er im September 2019 vor seinem 20. Geburtstag zu seinem Spieldebüt im höchsten europäischen Fußball-Wettbewerb der UEFA Champions League beim 2:0-Sieg über den FC Liverpool zum Einsatz. Darüber hinaus kam er im italienischen Pokalwettbewerb in allen fünf möglichen Pokalspielen der Neapolitaner als Startelf- bzw. Einwechselspieler zum Einsatz und trug damit auch aktiv zum Pokalsieg 2020 bei. In der Saison 2020/21 fungierte Elmas vor allem als Einwechselspieler, wobei er mit 30 Einwechslungen innerhalb der Ligasaison der Serie A und Top-5-Ligen Europas zu den meist eingewechselten Fußballspielern angehörte.
In der Saison 2021/22 erzielte Elmas Ende September 2021 in der UEFA Europa League nach einer missglückten Torhüter-Leistung von Alexander Maximenko nach 12,6 Sekunden das zweitschnellste Tor der Europa-League-Historie. Im weiteren Saisonverlauf der Europa League sicherte Elmas das Weiterkommen seiner Mannschaft in die Finalrunden-Playoffs, indem er am letzten Spieltag der Gruppenphase zwei Tore bzw. das 3:2-Siegtor gegen den Tabellenführer Leicester City erzielte, wofür er später von der UEFA in der Europa League als „Spieler der Woche“ ausgezeichnet wurde. Er gehörte mit vier erzielten Toren zu den erfolgreichsten Torschützen der Gruppenphase 2021/22. In der Serie A 2022/23 dominierte Elmas mit seinem Verein die italienische Meisterschaft und gewannen diese vorzeitig, dabei trug er mit seinen erzielten Toren zu vereinzelten Punktgewinnen bei. Neben der Ligameisterschaft erreichte Elmas mit seinem Verein das Viertelfinale der Champions League, dabei fungierte er vor allem als Einwechselspieler.

#### RB Leipzig
Während der Winterpause der Saison 2023/24 wechselte Elmas zum Bundesligisten RB Leipzig und erhielt dort einen Vertrag bis 2028. Im Rest der Saison wurde er bei 14 von 18 möglichen Ligaspielen sowie zwei Spielen in der Champions League eingesetzt. In der neuen Saison waren es nur noch zwei Einsätze in 19 möglichen Ligaspiele, ein Pokalspiel und drei Spiele in der Champions League.
Ende Januar 2025 wurde er für den Rest der Saison an den FC Turin mit anschließender Kaufoption ausgeliehen.

### Nationalmannschaft
Laut FIFA-Statuten ist Elmas als gebürtiger Bürger Nordmazedoniens für die Verbandsauswahl von Fudbalska Federacija na Makedonija spielberechtigt. Neben dessen interessierte sich später der türkische A-Nationaltrainer Fatih Terim der Türkischen Fußball Föderation in den 2010er Jahren an Elmas, um ihn für die türkische Nationalmannschaft zu gewinnen. Aufgrund seiner Verwandten in der Türkei und Vorfahren (Balkantürken), die durch die Türkei durchwanderten. Dieser Umstand reichte statutengemäß für einen Verbandswechsel nicht aus.

#### Nachwuchs und A-Auswahl-Debüt
Elmas begann im Oktober 2015 seine Nationalmannschaftskarriere bei den U17-Junioren von Mazedonien. Am 11. Juni 2017 debütierte er mit 17 Jahren in der mazedonischen A-Nationalmannschaft, seit Februar 2019 Nordmazedonien, im Qualifikationsspiel der Weltmeisterschaft 2018 gegen Spanien. Des Weiteren im Juni 2017 wurde der 17-jährige Elmas für das endgültige U21-Aufgebot Mazedoniens berufen für die U21-Europameisterschaft 2017 in Polen, bei der er zu den jüngsten Spieler des Kaders gehörte. Im Turnier bestritt Elmas alle möglichen drei Spiele für seine Mannschaft, außerdem gehörte er im Turnier zum jüngsten eingesetzten Fußballspieler.

#### Entwicklung zum Leistungsträger
Elmas bestritt in der UEFA Nations League 2018/19 mit seinen unter 20 Jahren alle Spiele bis auf Eins, wobei er eine Gelb-Rot-Sperre aussetzen musste. Am 21. März 2019 erzielte er seine ersten Tore in der A-Auswahl Nordmazedoniens beim Qualifikationsspiel der Europameisterschaft 2021 gegen Lettland, indem er die 2:0-Führung und den 3:1-Endstand als Joker erzielte. In einem weiteren Europameisterschafts-Qualifikationsspiel im Oktober 2019 erzielte er erneut zwei Tore, beim 2:1-Sieg gegen Slowenien und wurde somit erneut zum Matchwinner. Gemäß der UEFA gilt Elmas zur UEFA Euro 2020 als „größtes Talent“ und „[Goran] Pandevs Nachfolger“ der bzw. bei der A-Nationalmannschaft Nordmazedoniens.
Ende März 2021 sorgte Elmas mit seiner Nationalmannschaft in den europäischen März-Qualifikationsgruppenspielen der Weltmeisterschaft 2022 als Matchwinner für eine „Riesenüberraschung“. Er erzielte in der Schlussphase das 2:1-Siegtor im Länderspiel gegen den Gruppenfavoriten Deutschland, damit versetzte er dem Gegner historisch die erste Weltmeisterschaftsqualifikations-Spielniederlage seit 2001. Anfang April 2021 konstatierte die Fudbalska Federacija na Makedonija diesen Länderspielsieg gegen die deutsche A-Auswahl als ihren größten Sensationssieg ihrer Fußballgeschichte. Für die Europameisterschaft 2021 wurde er in den Kader Nordmazedoniens nominiert, kam aber mit diesem nicht über die Gruppenphase hinaus. Er kam in allen Gruppenspielen seiner Mannschaft zum Einsatz und wurde mit 21 Jahren und 262 Tagen zum jüngsten Europameisterschaft-Endrunden-Debütant Nordmazedoniens.
Im weiteren Verlauf der europäischen Qualifikationsphase der Weltmeisterschaft 2022 sicherte Elmas im November 2021 seiner Mannschaft einen Platz in den Qualifikation-Playoffs, indem er mit seinen zwei Toren am letzten Gruppenphasen-Spieltag zum 3:1-Sieg über Island führte und wurde mit seiner Mannschaft Gruppenzweiter. Daraufhin verpasste er mit seiner Nationalmannschaft im März 2022 im Finale der Playoffs die Weltmeisterschafts-Endturnierteilnahme. Im Folgejahr gehörte Elmas in der Qualifikationsphase der Europameisterschaft 2024 neben Enis Bardhi zu den offensiven Leistungsträgern nach erzielten Toren seiner Nationalmannschaft an. Trotz seiner Leistungsträger-Leistungen verpasste Elmas mit seiner Nationalmannschaft in einer Qualifikations-Gruppe mit England, Italien und der Ukraine die Qualifikation zur Europameisterschaft.

## Erfolge
- Vereine
  - mit FK Rabotnički
    - Pokal Nordmazedoniens: Finalist 2016

  - mit Fenerbahçe Istanbul
    - Türkischer Pokal: Finalist 2017/18
    - Türkische Meisterschaft: Vizemeister 2017/18

  - mit SSC Neapel
    - Italienischer Pokal: Sieger 2019/20
    - Italienische Meisterschaft: Meister 2022/23[47]

- Nationalmannschaft Nordmazedoniens
  - Aufstieg als Gruppensieger in die Liga C der UEFA Nations League: 2018/19[48]

### Auszeichnungen
- 2 × Nordmazedoniens Nachwuchsspieler des Jahres (FFM): 2016, 2017[8]
- 1 × Nordmazedoniens Fußballer des Jahres im Ausland: 2019[49]
- 1 × Spieler der Woche der UEFA Europa League: 6. Spieltag der Gruppenphase 2021/22[26]